# 압둘 일라

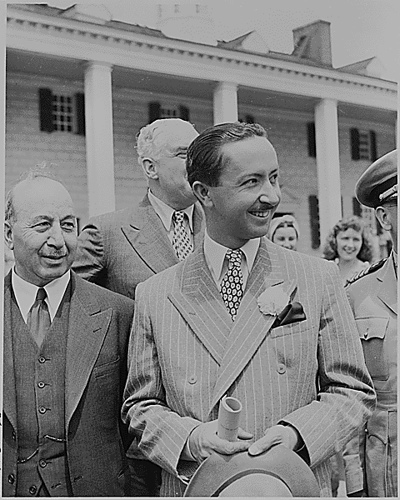

아브드 알-일라(아랍어: عبد الإله) 또는 압둘 일라(영어: Abdul Ilah, 1913년 11월 14일 ~ 1958년 7월 14일)는 이라크 왕국의 하심 왕가의 일원이었다. 헤자즈의 왕 알리 빈 후세인의 아들이며, 2대 이라크 국왕 가지 1세가 사망하자 1939년부터 1953년까지 조카인 파이살 2세의 섭정을 맡게 되었다. 친독파에 의한 1941년 이라크 쿠데타 당시 일시적으로 폐위되기도 했다. 1943년부터는 왕태자의 지위를 가졌다. 그러나 1958년 7·14 혁명으로 왕정이 무너질 때 파이살 2세 등 대부분의 하심 가문 구성원들과 함께 쿠데타군에게 잔혹히 살해당했다.

## 같이 보기
- 하심가
- 파이살 2세
- 중앙 조약 기구